# Lorenzo Zazzeri
Lorenzo Zazzeri (Firenze, 9 agosto 1994) è un nuotatore italiano.

## Biografia
Debutta in campo internazionale agli Eurojunior di Anversa nel 2012, conquistando il 5º posto con la staffetta 4x100 sl e il 9º posto nei 50 metri sl. A 19 anni con 22”00 nei 50 metri sl in vasca da 25m vince il titolo di Campione Italiano Cadetti e nuota la terza prestazione all-time della categoria. Emerge a livello assoluto nel 2016, vincendo i 100 metri stile libero al trofeo Mussi Lombardi Femiano. Ai campionati italiani assoluti diviene vice-campione italiano nei 50 metri stile libero con il tempo di 22” 18; inoltre nei 100 sl abbatte il muro dei 49” nuotando 48” 96 qualificandosi in ambo le gare per le Universiadi di Taipei 2017, dove vince la sua prima medaglia internazionale con la 4x100 sl nuotando in prima frazione 48”89. Questi risultati gli consentono di entrare a far parte del Centro Sportivo olimpico dell’Esercito.
Conferma la sua crescita a dicembre, durante i Campionati Italiani Assoluti di vasca corta, vincendo il suo primo titolo assoluto nei 100 stile libero nuotati in 46”72, 6º tempo all-time. Ottiene inoltre un argento nei 50 metri stile libero, un argento con la 4x50 metri sl e un oro (con record italiano) nella 4x50 metri mista.
Ai Campionati europei di nuoto in vasca corta 2017 a Copenaghen vince la medaglia d’argento con la staffetta 4x50 sl e il bronzo con la 4x50 sl mixed. Nelle gare individuali viene eliminato in batteria nei 50 sl libero ma nuota la semifinale nei i 100 sl, mancando la finale per 0.02 s.
Ai Campionati europei di nuoto 2018 a Glasgow, ha gareggiato nella staffetta maschile 4x100 metri insieme a Alessandro Miressi e Luca Dotto, conquistando la medaglia d'argento.
Ai Campionati mondiali di nuoto in vasca corta 2018 a Hangzhou, ha gareggiato in 4 gare conquistando la medaglia di bronzo nella staffetta 4x50 metri sl, nuotando la sua frazione in 20''57 e realizzando, insieme a Santo Condorelli, Andrea Vergani e Alessandro Miressi, il nuovo record italiano (1'22''90') superando quello precedente stabilito nel 2008. Nella staffetta 4x100 metri sl manca per soli cinque centesimi il terzo posto, pur nuotando la sua frazione in 46''00 e stabilendo, insieme a Marco Orsi, Santo Condorelli e Alessandro Miressi, il nuovo record italiano in 3'05''20. Nelle competizioni individuali dei 50 e 100 metri sl, si ferma alle semifinali piazzandosi al 14º posto mondiale in entrambe le gare.
Ai Campionati Italiani Assoluti Primaverili di Riccione 2021 vince la medaglia d'oro nei 50 sl con il tempo di 21"89, unico atleta al di sotto dei 22" secondi. Ottiene inoltre un 4º posto nella distanza dei 100 m con il tempo di 48.92. Nello stesso anno agli europei di Budapest vince la medaglia di bronzo nella staffetta 4x100 metri sl, insieme ai compagni Alessandro Miressi, Thomas Ceccon e Manuel Frigo, con il tempo di 3'11"87', alle spalle di Russia e Gran Bretagna. Nella gara individuale dei 100m sl sigla, con il tempo di 48"59, il nuovo primato personale, piazzandosi al 10º posto continentale a soli venti centesimi dalla finale. Nei giorni seguenti è autore di ottime performance nella distanza dei 50 sl, riuscendo a raggiungere la finale classificandosi al 6º posto con il nuovo primato personale di 21"86.
Nel giugno 2021, durante il Trofeo Settecolli di Roma, riesce a conquistare la sua prima qualificazione ai Giochi Olimpici. Ai Giochi della XXXII Olimpiade di Tokyo conquista una storica medaglia d'argento per l'Italia nella staffetta 4x100 sl insieme ai compagni Alessandro Miressi, Thomas Ceccon, Manuel Frigo e Santo Condorelli, nuotando la sua frazione in 47"31 (in batteria 47"29) e siglando, con il tempo di 3'10"11, il nuovo record italiano della specialità, migliorando il precedente di oltre un secondo. Nessuna staffetta italiana era mai salita sul 2° gradino di un podio olimpico e mai nessuna staffetta 4x100 sl aveva, prima di allora, ottenuto una medaglia ai giochi. La sua Olimpiade prosegue con la gara individuale dei 50 sl dove riesce a conquistare uno storico posto in finale con il tempo di 21"75. L'ultima finale Olimpica disputata da un italiano in questa specialità risaliva a ben 21 anni prima grazie a Lorenzo Vismara ai Giochi della XXVII Olimpiade di Sydney. Nella finale, vinta dall'americano Caeleb Dressel, si classifica al 7º posto con il tempo di 21"78. Durante la stessa estate viene ingaggiato dalla squadra dei Toronto Titans per disputare la terza stagione dell'International Swimming League (durante la quale  ha avuto una esperienza da telecronista sportivo per Sky Sport a fianco di Cristina Chiuso)
Ai Campionati europei di nuoto in vasca corta 2021 di Kazan' vince la medaglia d'argento con la staffetta 4x50 sl, facendo segnare una delle frazioni più veloci della storia con il tempo di 20"21. Conquista il suo primo titolo continentale con la staffetta 4x50 mista, realizzando il nuovo record del mondo in 1'30"14, insieme ai compagni Michele Lamberti, Nicolò Martinenghi, e Marco Orsi. Il suo campionato prosegue con il titolo individuale di vice campione d'Europa nei 50 sl con il tempo di 20"84, dietro all'ungherese Szebasztián Szabó in 20"72. Vince la medaglia d'argento con la staffetta 4x50 stile mista, la numero 1000 della storia degli sport acquatici, insieme ai compagni Alessandro Miressi, Silvia Di Pietro e Costanza Cocconcelli. Conclude il suo Europeo con il 4º posto nei 100 sl con il tempo di 46"19.
Ai Campionati mondiali di nuoto in vasca corta 2021 ad Abu Dhabi, vince la medaglia d'argento con la staffetta 4x100 sl insieme ai compagni Alessandro Miressi, Thomas Ceccon e Leonardo Deplano con il tempo di 3'03"61', alle spalle della Russia per soli 0"16 centesimi e nuotando l'ultima frazione in 45"80. Nei giorni seguenti vince a sorpresa il suo primo titolo mondiale con la staffetta 4x50 sl insieme ad Alessandro Miressi, Leonardo Deplano e Manuel Frigo con il tempo di 1'23"61' e dando il suo contributo con una frazione interna da 20"42. Nella gara individuale dei 50 sl sigla un ottimo 4º posto con il tempo di 20"94. Infine vince la medaglia di bronzo nella staffetta 4x50 mista insieme a Lorenzo Mora, Nicolò Martinenghi e Matteo Rivolta con il tempo di 1'30"78' e la seconda medaglia d'oro per il suo contributo al mattino in batteria, nella staffetta 4x100 mista composta da Lorenzo Mora, Nicolò Martinenghi, Matteo Rivolta e Alessandro Miressi.
Ai Campionati mondiali di nuoto 2022 a Budapest, esordisce vincendo la medaglia di bronzo con la staffetta 4x100 sl con il tempo di 3'10"95' insieme ad Alessandro Miressi, Thomas Ceccon e Manuel Frigo e nuotando la miglior frazione del quartetto azzurro in 47'35". Nella semifinale della gara individuale dei 100 sl, nuota per la prima volta sotto il muro dei 48'00"  in 47'96", siglando l'8º tempo a pari merito insieme all'ungherese Nándor Németh. Nello spareggio per l'ingresso in finale viene eliminato, nonostante il suo secondo miglior tempo di sempre in 48'04", dal 47'69" (nuovo record ungherese) del padrone di casa, giungendo così 9°. Nella gara individuale dei 50 sl vince la seconda semifinale con il nuovo primato personale di 21"70 e guadagnandosi l'accesso in finale con il 2º tempo alle spalle del britannico Benjamin Proud. Nella finale del giorno seguente chiude al 6º posto mondiale in 21"81, non riuscendo a ripetere la prestazione del giorno prima. Conclude il suo campionato con la storica medaglia d'oro nella staffetta 4x100 mista insieme ai compagni Thomas Ceccon, Nicolò Martinenghi, Federico Burdisso, Alessandro Miressi e Piero Codia con il tempo di 3'27"51. 
Ai Campionati europei di nuoto 2022 svolti a Roma, vince, dopo 16 anni dall'ultima volta, la medaglia d'oro nella staffetta 4x100 sl insieme ai compagni Alessandro Miressi, Thomas Ceccon e Manuel Frigo con il tempo di 3'10"50 e diventando il primo team italiano a vincere il titolo continentale in casa. Nella storica finale dei 100 sl, che ha visto siglare il nuovo record del mondo dall'atleta rumeno David Popovici in 46"86, giunge 6º in 48"10. Nella finale dei 50 sl, dopo aver sfiorato il proprio record personale nelle semifinali, chiude al 6º posto in 21"90. Per le prestazioni ottenute durante la stagione viene insignito del Collare d'oro al merito sportivo e del premio Italian Sportrait Awards per il risultato ottenuto con la staffetta mista a Budapest.
Dopo un lungo stop dovuto ad uno shock anafilattico ritorna a gareggiare in competizioni internazionali nel 2023, vincendo un argento nella staffetta 4x100 metri stile libero ai mondiali di Fukuoka; agli europei in corta dello stesso anno, a Otopeni, conquista invece un oro nella 4x50 metri misti e due argenti, nella 4x50 metri stile libero e nella 4x50 metri stile libero mista. Nel 2024 sale sul secondo gradino del podio nella 4x100 metri stile libero ai mondiali in corta di Budapest. 
Ai mondiali di Singapore del 2025 contribuisce a siglare il nuovo record italiano nella 4x100 metri stile libero in 3'09"58, conquistando contestualmente la medaglia d'argento.

### Vita privata
È anche un pittore conosciuto sui social con l'acronimo '"ZazzArt": ha esposto alla Biennale internazionale dell'arte contemporanea a Firenze nel 2017 con l'opera intitolata "Bon appétit".

## Palmarès
- Giochi olimpici

Tokyo 2020: argento nella 4x100m sl.
Parigi 2024: bronzo nella 4x100m sl.
- Mondiali:

Budapest 2022: oro nella 4x100m misti, bronzo nella 4×100m sl.
Fukuoka 2023: argento nella 4x100m sl.
Doha 2024: argento nella 4x100m sl.
Singapore 2025: argento nella 4x100m sl.
- Mondiali in vasca corta:

Hangzhou 2018: bronzo nella 4x50m sl.
Abu Dhabi 2021: oro nella 4x50m sl e nella 4x100m misti, argento nella 4x100m sl, bronzo nella 4x50m misti.
Budapest 2024: oro nella 4x50m sl mista, argento nella 4x100m sl.
- Europei:

Glasgow 2018: argento nella 4x100m sl.
Budapest 2020: bronzo nella 4x100m sl.
Roma 2022: oro nella 4x100m sl.
- Europei in vasca corta

Copenaghen 2017: argento nella 4x50m sl e bronzo nella 4x50m sl mista.
Kazan 2021: oro nella 4x50m misti, argento nei 50m sl, nella 4x50m sl e nella 4x50m sl mista.
Otopeni 2023: oro nella 4x50m misti, argento nella 4x50m sl e nella 4x50m sl mista.
- Universiadi

Taipei 2017: argento nella 4x100m sl.

### Campionati italiani
4 titoli individuali e 4 staffette di cui:
- 2 nei 50 m stile libero
- 2 nei 100 m stile libero
- 1 nei 4x50 m stile libero
- 1 nei 4x100 m stile libero
- 1 nei 4x50 m misti
- 1 nei 4x100 m misti

| Anno | Edizione    | stile libero 50 m | stile libero 100 m | stile libero 4x50 m sl | stile libero 4x100 m sl | misti 4x50 m | misti 4x100 m |
| ---- | ----------- | ----------------- | ------------------ | ---------------------- | ----------------------- | ------------ | ------------- |
| 2017 | Primaverili | 2                 | -                  | -                      | -                       | nd           | -             |
| 2017 | Estivi      | 2                 | -                  | -                      | -                       | nd           | -             |
| 2017 | Invernali   | 2                 | 1                  | 2                      | -                       | 1            | -             |
| 2018 | Primaverili | 3                 | -                  | -                      | 1                       | nd           | -             |
| 2018 | Invernali   | 2                 | 1                  | 1                      | nd                      | 2            | -             |
| 2020 | Invernali   | -                 | 3                  | nd                     | nd                      | nd           | -             |
| 2021 | Primaverili | 1                 | -                  | nd                     | nd                      | nd           | -             |
| 2021 | Invernali   | 1                 | -                  | nd                     | nd                      | nd           | -             |
| 2022 | Primaverili | 3                 | 2                  | nd                     | 3                       | nd           | 3             |
| 2022 | Estivi      | 2                 | 2                  | nd                     | nd                      | nd           | nd            |
| 2023 | Primaverili | 3                 | -                  | -                      | 3                       | -            | 3             |
| 2023 | Invernali   | 2                 | -                  | -                      | -                       | -            | -             |
| 2025 | Primaverili | 2                 | 3                  | -                      | -                       | -            | 1             |

## Primati personali
I suoi primati personali in vasca da 50 metri sono:
- 50 m stile libero: 21"70 (2022)
- 100 m stile libero: 47"96 (2022)

I suoi primati personali in vasca da 25 metri sono:
- 50 m stile libero: 20"84 (2021)
- 100 m stile libero: 46"19 (2021)